# Роберт Катлер
Роберт Катлер (англ. Robert Cutler; 12 червня 1895, Бруклайн, Массачусетс, США — 8 травня 1974, Конкорд, Массачусетс, США) — американський державний діяч, письменник і адміністратор, Радник президента США з національної безпеки при Двайті Ейзенгавері (1953—1955) та (1957—1958).

## Життєпис
1916 року закінчив Гарвардський університет, 1922 року — аспірантуру юридичного факультету. Під час Першої світової війни служив у складі американських експедиційних сил (AEF). За проявлену хоробрість був нагороджений медаллю «За видатні заслуги».
У повоєнний час працював адвокатом у юридичній фірмі Herrick, Smith, Donald & Farley, згодом відкрив власну компанію. У 1940—1942 рр. працював у Бостоні юридичним консультантом у сфері корпоративного права.
У роки Другої світової війни знову був призваний на армійську службу в званні бригадного генерала. Удостоєний ордена «Легіон заслуг». Після війни знову працював у приватному бізнесі.
Пізніше він також працював у приватному секторі, 1946 року призначений президентом Old Colony Trust Company.
У 1953—1955 і 1957—1958 рр. — радник президента США з національної безпеки.
З 1960 до 1962 рр. — виконавчий директор від США в Міжамериканському банку розвитку. Також був членом Американської академії мистецтв і наук (1948), членом наглядової ради Бостонського симфонічного оркестру, довіреною особою публічної бібліотеки свого рідного міста Брукліна.

## Автор романів
- Louisburg Square (1917),
- Строкатий птах (1923)
- автобіографія.